# Venka Asenova
Venka Asenova est une joueuse d'échecs bulgare née le 17 octobre 1930 à Sofia et morte dans la même ville le 29 décembre 1986. 

## Biographie et carrière
Championne de Bulgarie à neuf reprises (en 1953, 1956, 1960, 1961, 1962, 1963, 1965 et 1966), Ivanova participa aux six premières olympiades féminines de 1957 à 1974 et à l'olympiade de 1976, marquant 44 points en 71 parties (dont 32 sur 50 jouées au premier échiquier de la Bulgarie), remportant la médaille de bronze au premier échiquier en 1957 et 1966, ainsi que la médaille de bronze par équipe en 1974.
Asenova participa au tournoi des candidates de 1967 à Subotica où elle finit 14e-15e sur 18 participantes.

Maître international féminin depuis 1965, elle reçut le titre de grand maître international féminin honoraire en 1986.